# Juan José Haedo

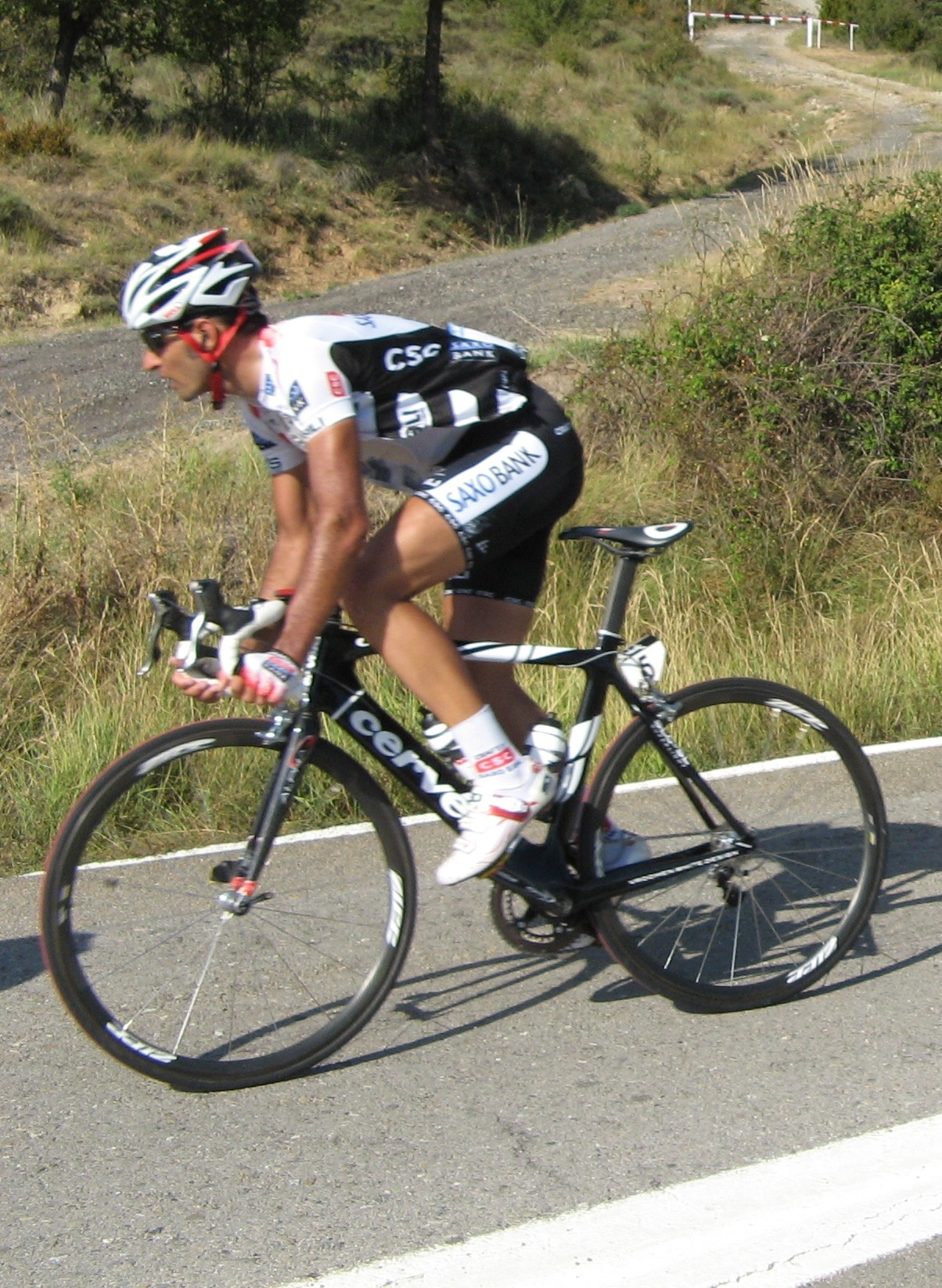
Juan José Haedo a la Volta a Espanya 2008

Juan José Haedo (Chascomús, Buenos Aires, 26 de gener de 1981) és un ciclista argentí professional des de l'any 2003, quan debutà en l'equip Colavita Olive Oil. És fill d'un notable ciclista argentí, Juan Carlos Haedo i germà de Lucas Sebastián Haedo. Es va retirar el 2014.
Va destacar com a esprintador sobretot en grups de pocs corredors. Es va consagrar l'any 2007, en el qual va aconseguir diverses victòries.

## Palmarès
- 2000
  - 1r als Campionats Panamericans en Keirin
- 2005
  - 1r a la Rochester Twilight Criterium
  - Vencedor de 2 etapes de la Redlands Classic
  - Vencedor d'una etapa del Tour de Toona
- 2006
  - Vencedor de 2 etapes de la Volta a Califòrnia
  - Vencedor d'una etapa del Tour de Georgia
  - Vencedor d'una etapa de la Cascade Cycling Classic
  - Vencedor d'una etapa de la San Dimas Stage Race
  - Vencedor d'una etapa del Tour de Toona
- 2007
  - 1r a la Rund um Köln
  - 1r a la Colliers Classic
  - 1r a la Philadelphia Championship
  - Vencedor de 2 etapes de la Volta a Califòrnia
  - Vencedor d'una etapa del Tour de Georgia i vencedor de la classificació per punts
- 2008
  - 1r a la Clàssica d'Almeria
  - Vencedor de 2 etapes del Tour de San Luis
  - Vencedor d'una etapa de la Volta a Califòrnia
  - Vencedor d'una etapa de la Volta a Múrcia
  - Vencedor d'una etapa del Tour de Georgia
  - Vencedor d'una etapa de la Volta a Luxemburg
  - Vencedor d'una etapa de la Volta a Dinamarca
- 2009
  - 1r al Gran Premi Cholet-País del Loira
  - Vencedor d'una etapa del Tour de San Luis
  - Vencedor d'una etapa del Tour de Valònia
  - Vencedor d'una etapa del Tour of Missouri
  - Vencedor d'una etapa del Circuit Franco-belga
- 2010
  - 1r a la Rund um Köln
  - 1r a la Mumbai Cyclothon
  - Vencedor d'una etapa de la Volta a Catalunya
  - Vencedor d'una etapa del Critèrium del Dauphiné
- 2011
  - Vencedor d'una etapa de la Tirrena-Adriàtica
  - Vencedor d'una etapa de la Ster ZLM Toer
  - Vencedor d'una etapa de la Volta a Espanya
- 2012
  - 1r al Gran Premi de Denain
- 2013
  - Vencedor d'una etapa de la Redlands Bicycle Classic
  - Vencedor d'una etapa de la Valley of the Sun Stage Race
  - Vencedor d'una etapa de la San Dimas Stage Race
  - Vencedor de 3 etapes del Nature Valley Grand Prix
- 2014
  - Vencedor d'una etapa del Gran Premi ciclista de Saguenay

### Resultats al Tour de França
- 2012. 140è de la classificació general

### Resultats al Giro d'Itàlia
- 2007. Abandona (10a etapa)
- 2009. 148è de la classificació general
- 2012. No surt (14a etapa)

### Resultats a la Volta a Espanya
- 2008. Abandona (15a etapa)
- 2010. 151è de la classificació general
- 2011. 157è de la classificació general. Vencedor d'una etapa